# El Salam Maritime Transport
El Salam Maritime Transport is een Egyptisch veerbootbedrijf dat met 14 veerboten opereert in de Rode Zee, op routes tussen Egypte, Saoedi-Arabië en Jordanië. Het bedrijf vervoert jaarlijks ongeveer één miljoen passagiers en is daarmee het grootste maritieme transportbedrijf in Egypte. Samen met Telestar Travel en El Salam Tourism Development Co. maakt het bedrijf deel uit van de El Salam Group.
Op 2 februari 2006 kwam El Salam Maritime internationaal negatief in de media nadat een van haar veerboten, de Salaam Boccaccio '98, zonk op de weg tussen Duba (Saoedi-Arabië) en Safaga (Egypte).

## Routes
| 1. Suez (EGY) 2. Safaga (EGY) 3. Safaga (EGY) 4. Akaba (JOR) 5. Hurghada (EGY) | - Jeddah (SAU) - Duba (SAU) - Jeddah (SAU) - Nueba (EGY) - Duba (SAU) | - Suez (EGY) - Safaga (EGY) - Safaga (EGY) - Akaba (JOR) - Hurghada (EGY) |